# Пейнт Тауншип (округ Сомерсет, Пенсільванія)
Пейнт Тауншип (англ. Paint Township) — селище (англ. township) в США, в окрузі Сомерсет штату Пенсільванія. Населення — 3041 особа (2020).

## Демографія
Згідно з переписом 2010 року, у селищі мешкало 3149 осіб у 1355 домогосподарствах у складі 976 родин. Було 1439 помешкань
Расовий склад населення:
| - 99,3 % — білих - 0,3 % — азіатів - 0,2 % — корінних американців |

До двох чи більше рас належало 0,2 %. Частка іспаномовних становила 0,6 % від усіх жителів.
За віковим діапазоном населення розподілялося таким чином: 17,1 % — особи молодші 18 років, 62,1 % — особи у віці 18—64 років, 20,8 % — особи у віці 65 років та старші. Медіана віку мешканця становила 49,1 року. На 100 осіб жіночої статі у селищі припадало 101,0 чоловіків;  на 100 жінок у віці від 18 років та старших — 99,0 чоловіків також старших 18 років.
Середній дохід на одне домашнє господарство  становив 67 514 долари США (медіана — 52 853), а середній дохід на одну сім'ю — 80 726 доларів (медіана — 68 239). Медіана доходів становила 46 446 доларів для чоловіків та 39 554 долари для жінок. За межею бідності перебувало 6,3 % осіб, у тому числі 3,9 % дітей у віці до 18 років та 4,6 % осіб у віці 65 років та старших.
Цивільне працевлаштоване населення становило 1585 осіб. Основні галузі зайнятості: освіта, охорона здоров'я та соціальна допомога — 27,5 %, роздрібна торгівля — 13,7 %, виробництво — 12,1 %.